# Marcello mio
Pour plus de détails, voir Fiche technique et Distribution.
Marcello mio est un film musical franco-italien écrit et réalisé par Christophe Honoré, sorti en 2024.
Il est présenté en « compétition officielle » au Festival de Cannes 2024. C'est le seizième long métrage du réalisateur.

## Synopsis
Chiara, une actrice, est la fille de deux icônes du cinéma, Marcello Mastroianni et Catherine Deneuve. Pendant un été tumultueux, elle se retrouve en proie à une crise d'identité. Convaincue qu'elle devrait vivre la vie de son père, elle adopte son style vestimentaire, sa manière de parler et même sa gestuelle avec une détermination sans faille. Sa transformation est saisissante au point que certains la confondent avec Marcello, et l'appellent par ce prénom.

## Fiche technique
Sauf indication contraire, les informations mentionnées dans cette section peuvent être confirmées par la base de données cinématographiques Unifrance,  présente dans la section « Liens externes ».
- Titre : Marcello mio
- Réalisation et scénario : Christophe Honoré
- Photographie : Rémy Chevrin
- Montage : Chantal Hymans
- Son : Guillaume Le Braz
- Costumes : Pascaline Chavanne
- Décors : Jérémy Streliski
- Chanson originale : Alex Beaupain
- Production : Philippe Martin et David Thion
- Sociétés de production : Les Films Pelléas ; France 2 Cinéma (coproduction française) ; Bibi Film et Lucky Red (coproductions italiennes) ; 5 SOFICA (en association avec)
- Sociétés de distribution : Ad Vitam Distribution (France) et Lucky Red (Italie) ; A-Z Films (Québec)
- Pays de production :  France,  Italie
- Langue originale : français
- Format : couleur
- Genre : comédie dramatique
- Durée : 120 minutes
- Date de sortie :
  - France : 21 mai 2024 (Festival de Cannes et sortie nationale)
  - Italie : 23 mai 2024

## Distribution
- Chiara Mastroianni : elle-même / Marcello Mastroianni
- Catherine Deneuve : elle-même
- Nicole Garcia : elle-même
- Fabrice Luchini : lui-même
- Benjamin Biolay : lui-même
- Melvil Poupaud : lui-même
- Stefania Sandrelli : elle-même
- Hugh Skinner : Colin
- Marlène Saldana : la photographe
- Florence Viala : la femme de Fabrice Luchini
- Laurent Dassault : le propriétaire de l'appartement

## Chansons
- Comment est ta peine interprétée par Benjamin Biolay
- La Ballade du mois de juin interprétée par Benjamin Biolay
- Una storia importante interprétée par Chiara Mastroianni
- Dis Marcello perche ridi interprétée par Catherine Deneuve, Chiara Mastroianni et Benjamin Biolay
- Mi sonno innamorato de te interprétée par Chiara Mastroianni
- Tocatta Trombata interprétée par Chiara Mastroianni

## Production

### Genèse et développement
Christophe Honoré raconte la vie d'une actrice en dehors de son travail, lorsqu'elle navigue « dans un état de non-travail, un néant mystérieux où son identité devient incertaine et malléable ». Il se demande comment se fait le passage de la fiction à la vie quotidienne. Le film est centré sur les vertiges de l’identité et du dédoublement de Chiara Mastroianni. Christophe Honoré a imaginé l'actrice, prenant à la lettre les références incessantes à ses parents, devenant la revenante de son père pendant une période d'inactivité : « Quand, aux yeux des autres, notre identité semble se réduire à notre filiation, c'est violent. J'ai fini par me dire que cette difficulté pouvait devenir le point de départ d'une fiction. »
Selon la station de radio italienne Studio 93, le film est tourné à l'occasion du centenaire de la naissance de Marcello Mastroianni.

### Attribution des rôles
Chiara Mastroianni est le personnage principal. C'est la sa septième participation à un film de Christophe Honoré, cette fois dans son propre rôle aux côtés de son défunt père Marcello Mastroianni, accompagnée de sa mère Catherine Deneuve, de Benjamin Biolay, Melvil Poupaud, Nicole Garcia et Fabrice Luchini.
Christophe Honoré a dû expliquer longuement son projet à chaque acteur, précisant à chacun qu'il ne s'agissait pas d'une histoire vraie, mais d'après des personnes vraies.

### Tournage
Le tournage commence le 21 août 2023, à Paris, puis continue à Rome, ainsi qu'à Latina et Formia — ville chère à Marcello Mastroianni.

## Distinctions

### Sélection
- Festival de Cannes 2024 : sélection officielle, en compétition